# 해리스 대 왓슨 판결
해리스 대 와트슨(Harris v Watson) 판결(King’s Bench, 1791)은 영국에서 있었던 계약법 관련 유명 판례이다. 원고는 상선의 선원이고 피고는 상선의 선장이자 배의 주인이었다. 배가 위험한 상황에 이르자 선장은 더 많은 일을 할 것을 요구하고 그 대가로 봉급을 추가로 지급할 것을 약속하였다. 그런데 상선의 상품이 바다에 침몰하였고 선장은 선원에게 급료를 지급할 수 없게 되었다. 선원(원고)는 선장(피고)를 상대로 소송을 제기하였다.

## 법적 쟁점
묵시적인 조건들이 계약에 포함될 수 있는가?

## 판결
선박의 화물을 잃었을 경우 봉급 역시 같이 잃게 된다.

## 같이 보기
- 계약법
- 영미법